# Enclisis castellana
Enclisis castellana là một loài tò vò trong họ Ichneumonidae.